# Thomas Philip Wallrad d'Alsace-Boussut de Chimay
Thomas Philip Wallrad d'Alsace-Boussut de Chimay (Bruxelas, 12 de novembro de 1679 - Mechelen, 5 de janeiro de 1759) foi um cardeal do século XVIII.

## Biografia
Nasceu em Bruxelas em 12 de novembro de 1679. Segundo filho de Philippe Louis d'Hénin-Liétard d'Alsace, conde de Boussu e príncipe de Chimay , cavaleiro da ordem de la Toisson d'or , e Anne Louise Vermychen, filha do barão de Impden. Batizado no dia seguinte ao seu nascimento. Destinado ao estado eclesiástico desde muito jovem, recebeu a tonsura clerical, em 29 de novembro de 1690. Também é conhecido como o Cardeal d'Alsace. Seu sobrenome também está listado como Bossut.
Estudos primários com os Jesuítas. Estudou filosofia em Colônia; depois foi para Roma, residindo no Collegio Germanico enquanto estudava no Pontifício Ateneu Romano S. Apollinare , Roma (teologia); mais tarde, estudou na Pontifícia Universidade Gregoriana, em Roma, onde obteve o doutorado em filosofia e teologia em 28 de agosto de 1702; foi o primeiro a defender publicamente a sua tese perante uma assembleia de prelados e doutores.
Cônego do cabido catedrático de Gent, e posteriormente, reitor em 1695. Recebeu as ordens menores, em 24 de agosto de 1698; subdiaconado, 12 de junho de 1701; diaconato, 20 de novembro de 1701.
Ordenado em 15 de outubro de 1702. Chamberlain di onore do Papa Clemente XI. Examinador sinodal na diocese de Gent, 1702. Vigário geral de Gent na ausência do bispo. Prelado doméstico, 20 de agosto de 1712. O papa ia nomeá-lo bispo de Ypres em 1713, quando o imperador o nomeou para a sé metropolitana de Mechlin.
Eleito arcebispo de Mechlin em 16 de dezembro de 1715. Consagrada em 19 de janeiro de 1716, capela da casa dos professos jesuítas, Viena, por Giorgio Spinola, arcebispo titular de Cesaréia, núncio na Áustria, assistido por László Erdody, bispo de Nitra, e por Sigmund von Kollonitz, bispo de Vác. Conselheiro privado do imperador. Foi promovido a cardinalato a pedido do imperador e do rei da Espanha.
Criado cardeal sacerdote no consistório de 29 de novembro de 1719; o papa enviou-lhe o barrete vermelho com um breve de 23 de dezembro de 1719; recebeu o gorro vermelho e o título de S. Cesareo in Palatio, em 16 de junho de 1721. Participou do conclave de 1721, que elegeu o Papa Inocêncio XIII. Não participou do conclave de 1724, que elegeu o Papa Bento XIII. Não participou do conclave de 1730, que elegeu o Papa Clemente XII. Optou pelo título de S. Balbina, em 2 de dezembro de 1733. Participou do conclave de 1740, que elegeu o Papa Bento XIV. Permaneceu em Roma até maio de 1741. Cardeal protoprete. Optou pelo título de S. Lorenzo em Lucina, atribuído habitualmente ao cardeal protoprete , a 17 de julho de 1752. Não participou do conclave de 1758, que elegeu o Papa Clemente XIII.
Morreu em Mechlin em 5 de janeiro de 1759. Exposto e enterrado na catedral metropolitana de Mechlin.